# سبک عجیب زندگی
سبک عجیب زندگی (اسپانیایی: Extraña forma de vida‎) یک فیلم کوتاه درام وسترن اسپانیایی محصول ۲۰۲۳ به نویسندگی و کارگردانی پدرو آلمودوار است. در این فیلم ایثن هاک و پدرو پاسکال نقش‌آفرینی می‌کنند. این دومین اثر انگلیسی‌زبان آلمودوار، پس از صدای انسان (۲۰۲۰) محسوب می‌شود.
سبک عجیب زندگی در ۱۷ مهٔ ۲۰۲۳ در جشنوارهٔ فیلم کن به نمایش درآمد. این فیلم توسط موبی در ایتالیا و آمریکای لاتین و در بریتانیا توسط پتی توزیع خواهد شد.

## طرح داستان
«سیلوا» پس از بیست و پنج سال، سوار بر اسبی از صحرا عبور می‌کند تا به دیدار دوستش «کلانتر جیک» برود. آن‌ها ملاقات خود را جشن می‌گیرند، اما صبح روز بعد جیک به دوستش می‌گوید که دلیل سفرش به خاطره دوستی آنها نیست.

## بازیگران
- ایثن هاک در نقش جیک[۳]
- پدرو پاسکال در نقش سیلوا
- خوزه کوندسا در نقش سیلوای جوان
- جیسون فرناندز در نقش جیک جوان
- سارا سالامو
- ارنیس لوهان در نقش کلارا
- پدرو کازابلانک
- جورج استین
- مانو ریوس

## تولید
تصویربرداری اصلی در جنوب اسپانیا در اوت ۲۰۲۲، در بیابان تابرناس در آلمریا انجام شد. عنوان فیلم یعنی «A Strange Way of Life» نام یک ترانهٔ قدیمی فادو پرتغالی اثر آمالیا خودریگش است. فیلمبرداری با شرکت تولیدیِ پدرو آلمودوار، یعنی ال دسیو و با همراهی برند سن لوران انجام شد، که طراح اصلی آن، آنتونی واکارلو، همکار تهیه‌کننده و طراح صحنه و لباس فیلم بود. هاک در سپتامبر از طریق اینستاگرام تأیید کرد که فیلمبرداری به پایان رسیده‌است. آلمودوار با همکارانی مانند خوزه لوئیس آلکائینه (فیلمبردار) و آلبرتو ایگلسیاس (موسیقی) کار کرد در حالی که ترسا فونت تدوین فیلم را بر عهده گرفت.
کارگردان در پادکست دوآ لیپا گفت: «این یک فیلم وسترن عجیب و غریب است، به این معنا که دو مرد در آن وجود دارند که یکدیگر را دوست دارند. موضوع آن به معنای عمیق در مورد مردانگی است زیرا وسترن یک ژانر مردانه است. چیزی که می‌توانم در مورد فیلم به شما بگویم این است که بسیاری از عناصر وسترن را در خود دارد؛ تفنگچی، مزرعه، کلانتر [...] اما چیزی که اکثر وسترن‌ها ندارند و در این فیلم برجسته شده‌است، دیالوگ‌هایی هستند که فکر نمی‌کنم فیلمهای وسترن تا به حال اینچنین بین دو مرد به تصویر کشیده باشند.»

## انتشار
این فیلم در ۱۷ مهٔ ۲۰۲۳ در جشنواره فیلم کن نمایش داده شد. موبی قرار است این فیلم را در ایتالیا و آمریکای لاتین توزیع کند، در حالی که پتی آن را در بریتانیا اکران خواهد کرد.